# Sa'umu
Sa'umu je bil kralj (lugal) Drugega marijskega kraljestva, ki je vladal okoli 2416–2400 pr. n. št.
Nekaj jezikoslovcev meni, da njegovo ime izhaja iz korena "ś-y-m", sorodnega akadski besedi "šâmu-m", ki pomeni "kupiti".
V pismu kasnejšega marijskega kralja Enna-Dagana je zapis, da je Sa'umu organiziral velik vojni pohod na Eblo. V pismu omenjeni pohodi so bili osredotočeni na dolino srednjega Evfrata vzhodno od Emarja, kjer je porazil mestni državi  Tibalat in Ilvani in opustošil gorske predele Angaja. Sa'umu je v nadaljevanju vojne porazil še mesta Ra'ak, Nirum, Ašaldu in Badul in opustošil obmejna področja pokrajine Nahal.